# 시산항
시산항(詩山港, Sisan Fishing Port)은 전라남도 고흥군 도양읍 시산석금길 13-10, 시산도 섬에 있는 어항이다. 1991년 1월 1일 국가어항으로 지정되었으며, 개발청은 해양수산부 (서해어업관리단), 관리청은 고흥군이다.

## 연혁
- 마을지형이 활(弓)모양으로 생겼으며 간조 때 마을을 보면 화살 모양의 돌무지가 마을을 감싸고 있다 하여 '시산(矢山)' 이라 부르게 되었다.[1]
- 수산자원이 풍부하며 인근 거문도 조업어선의 위급대피항으로 1992년 기본시설에 대한 계획을 수립하면서 착공을 진행하였고, 1993년부터 본격적인 개발이 시작되었다. 2000년에는 기본시설이 완공되었고, 2008년에 도제 공사도 마무리되었다. 2011년 현재 시산항에는 동방파제, 남방파제, 중앙방파제, 서방파제 등 방파제가 네 개소가 설치되어 있다. 그밖에 도제, 파제제, 물양장, 호안, 선양장, 부잔교 1기 등이 갖춰져 있다.

## 어항구역
본 항의 어항구역은 다음과 같다.
- 수역: 솔섬 정상을 중심으로 반경 550m 선을 따라 형성된 공유수면[2]
- 육역: 전라남도 고흥군 도양읍 시산리 179-5 외 2필지(상세내역은 생략)[3]

## 개발계획
2018년 4월 24일 해양수산부장관은 어촌어항법 제19조제6항 규정에 따라 시산항 어항개발계획(변경)을 다음과 같이 고시 하였다.
- 동방파제 194m, 남방파제 150m, 중방파제 280m, 서방파제 50m, 도제 160m, 파제제 295m, 물양장 390m, 호안 795m, 선양장 70m, 부잔교 2기, 부대공 1식

## 특색
- 시산항의 대표적인 수산물은 김이다. 고흥군 전체에서 김 양식업이 가장 활발하고 소득도 높다. 김은 11월말부터 이듬해 5월초 사이에 채취한다.
- 시산도의 서북쪽 해안에는 아담한 해변이 형성돼 있다. 굵은 돌이 깔린 몽돌밭과 단단히 다져진 떡모래밭이 공존하는 해변이다. 풍광이 아름다운 이곳 해변에서는 해수욕도 가능하고 일몰과 낙조도 감상하기에 좋다. 2011년에는 도서개발사업의 일환으로 국고지원을 받아 주차장, 데크 산책로, 족구장, 화장실, 야외테이블 등의 편의시설이 설치되었다.